# ۱۰۵۰ (خورشیدی)
۱۰۵۰ هزار و پنجاهمین سال هجری خورشیدی است.